# Kratzturm

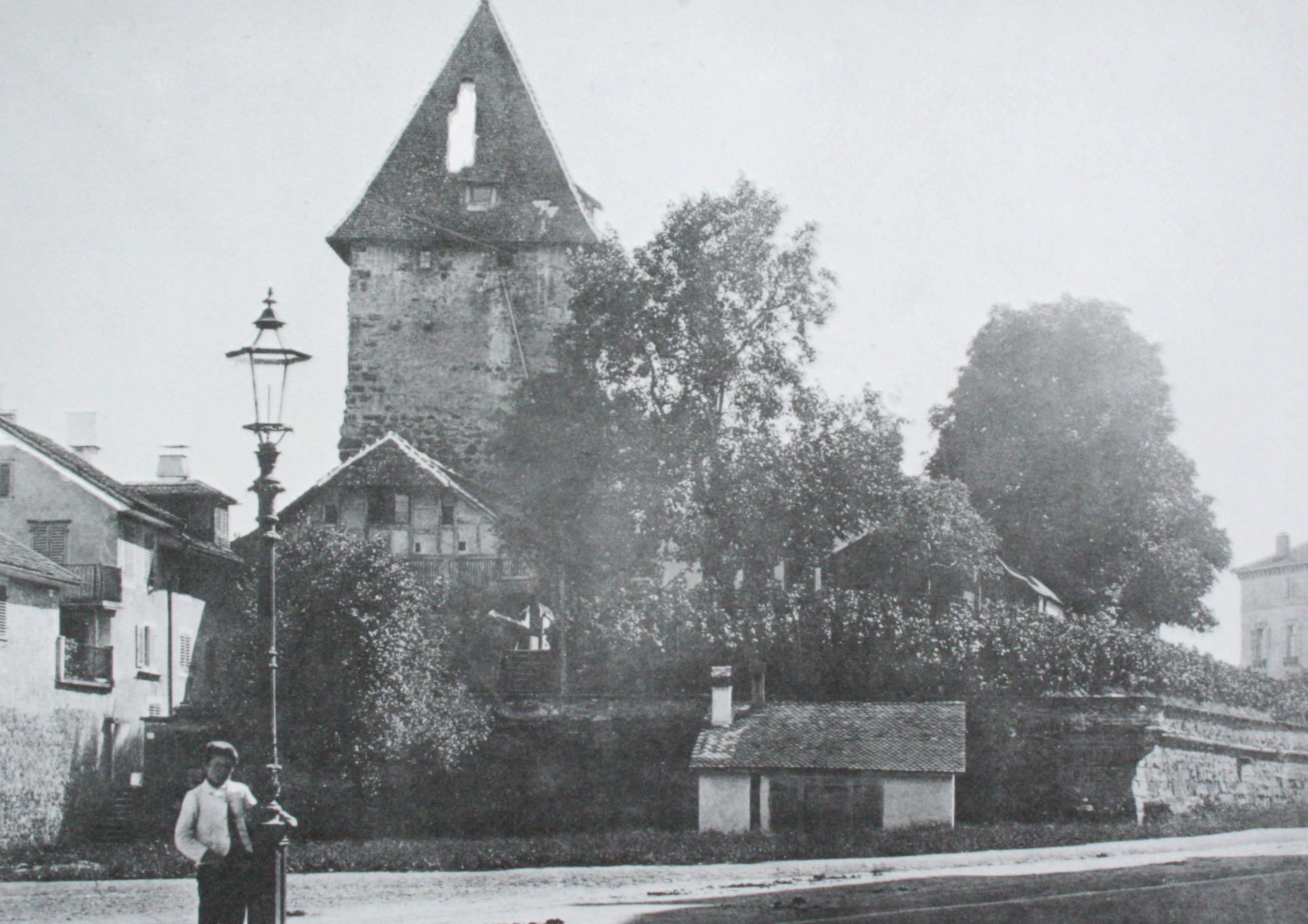
Kratzturm und Baugarten um 1876

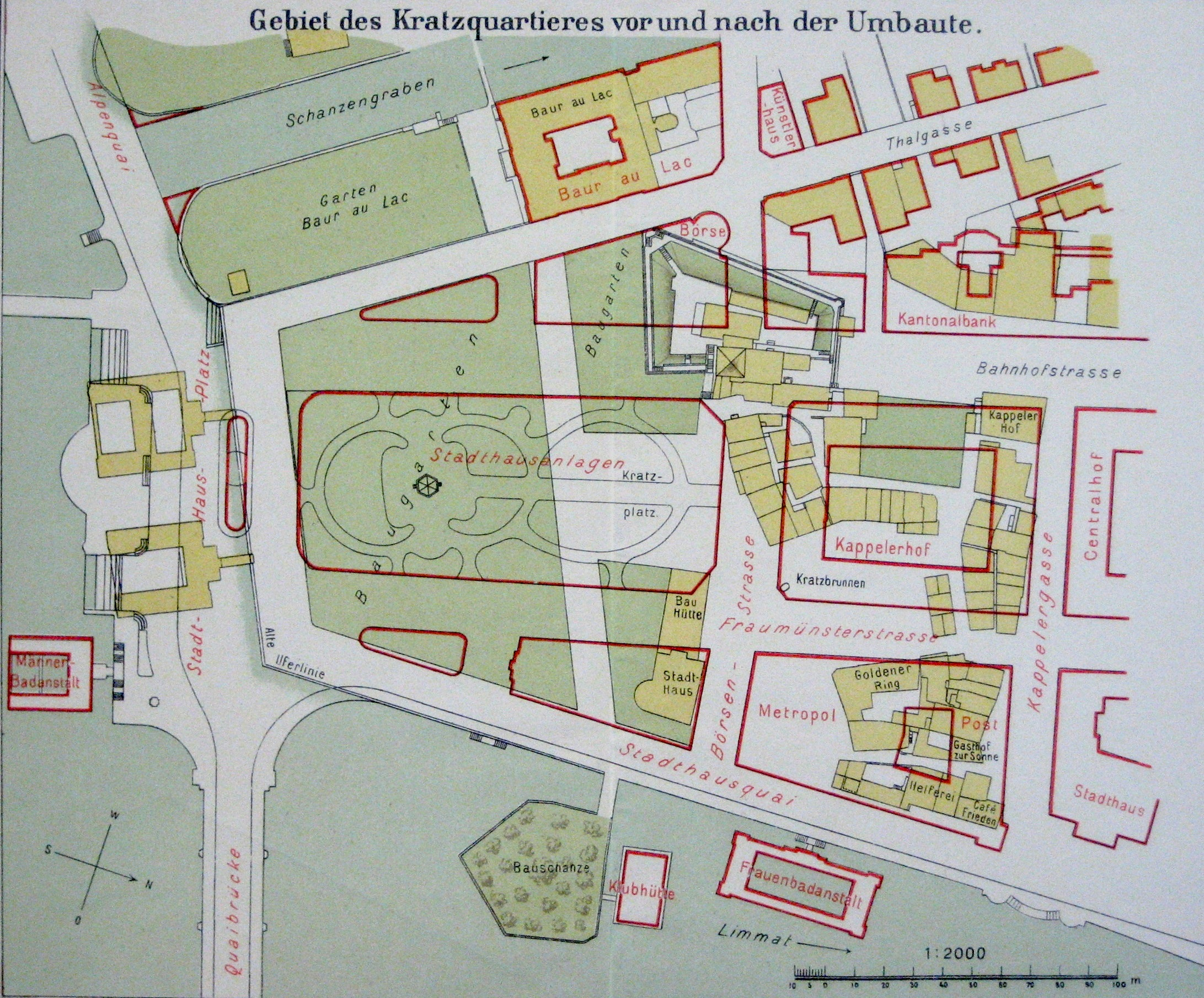
Lageplan: Der Kratzturm auf der Kreuzung Bahnhofstrasse – Börsenstrasse

Der Kratzturm war einer der Türme in der linksufrigen Stadtbefestigung von Zürich und Sitz des Feuerwächters.

## Geschichte
Der Kratzturm wurde 1397 erstmals als kratzturn erwähnt. Benannt ist er nach dem angrenzenden Kratzquartier. Seltener wird er auch «Turm am Spitz» genannt.
1477 sind Dachdeckerarbeiten nachgewiesen, was ein Hinweis auf eine Erhöhung sein könnte. 1568 wurden auf dem obersten Boden sechs Gefangenenzellen eingebaut und das Dach erneuert, beim Abbruch des Turms fand man in der Turmkugel auf einem Bleitäfelchen eine entsprechende Notiz. 1603 wurden eine getäferte Stube sowie eine Küche mit Kammer eingebaut. 1699 überliess das Zeugamt dem Tischler Linsi zwei Geschosse. 1723 war Linsi immer noch im Turm, im untersten Geschoss lagerte der Hochwächter Rütlinger Holz. 1854 wurde für den Feuerwächter noch eine Wohnung eingerichtet. Nach verschiedenen Umbauten und Instandstellungen wurde der Turm 1870 ein letztes Mal umgebaut.
Obwohl Stadtingenieur Arnold Bürkli sich vehement für den Erhalt des Turmes einsetzte und ein Projekt für seine Umgehung vorlegte, fasste der Stadtrat 1875 den Entschluss, den Turm abzubrechen. Im März 1877 fiel der Kratzturm trotz heftiger Proteste der Verlängerung der Bahnhofstrasse zum Opfer. Über seinen Standort verläuft heute die Kreuzung der Börsen- und der Bahnhofstrasse.

## Beschreibung
Sein Grundriss betrug rund 10 × 10 Meter. Er bestand aus Findlingen und war 35 Meter hoch, 24 Meter bis zum Dach. Die Dicke der Mauern soll an seiner stärksten Stelle zwei Meter betragen und sich nach oben innen verjüngend bis auf einen Meter reduziert haben. Die Mauern gegen Zürichsee und Fröschengraben waren etwas dicker. Auf etwa zwei Drittel der Turmhöhe war ein deutlicher Wechsel des Mauerwerks erkennbar; denkbar, dass der Turm nachträglich einmal aufgestockt wurde.

## Baugarten
1621 wurde im Westen des Kratzturms auf einem kleinen Moränenhügel das « Bollwerk am Spitz» angebaut. Da keine Kriegsgefahr bestand, legte der Vorstand des Bauamtes dort einen Garten an und pflanzte Gemüse an; daher der Name «Baugarten». 1804 pachtete die vornehme Gesellschaft «Zur Waag» das Areal, nannte sich «Baugarten-Gesellschaft» und richtete darin eine kleine Wirtschaft mit Kegelbahn ein. Der «Baugarten» wurde zu der wohl beliebtesten Gartenwirtschaft Zürichs und war das Ziel zahlreicher Sonntagsausflüge. Zahlreiche einflussreiche Persönlichkeiten verkehrten im Baugarten, so etwa der Stadtpräsident Melchior Römer, Alfred Escher, Gottfried Semper, Gottfried Keller und Ignaz Heim. An warmen Sommerabenden konzertierte dort der Zürcher Orchesterverein.
1870 übernahm der Göschener Wirt und Taubenzüchter Zahn den Betrieb. Sein Sohn, der Schriftsteller Ernst Zahn, wuchs im Baugarten auf. In seinen Erinnerungen beschreibt er auch den Kratzturm. Die Baugartengesellschaft wurde 1904 vom letzten noch lebenden Vorstandsmitglied aufgelöst.

## Galerie

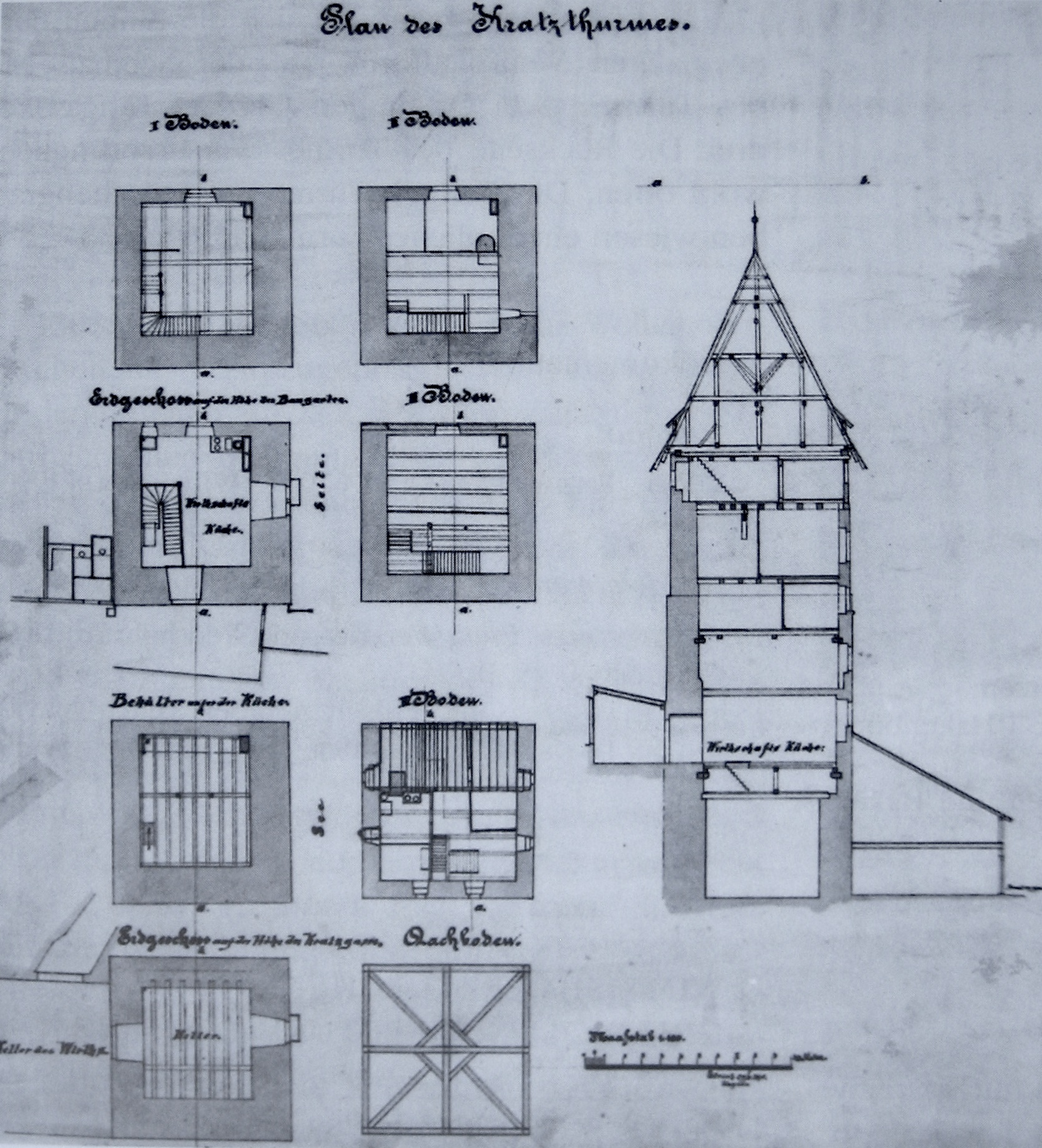
Grundrisse und Schnitt, Zustand 1870
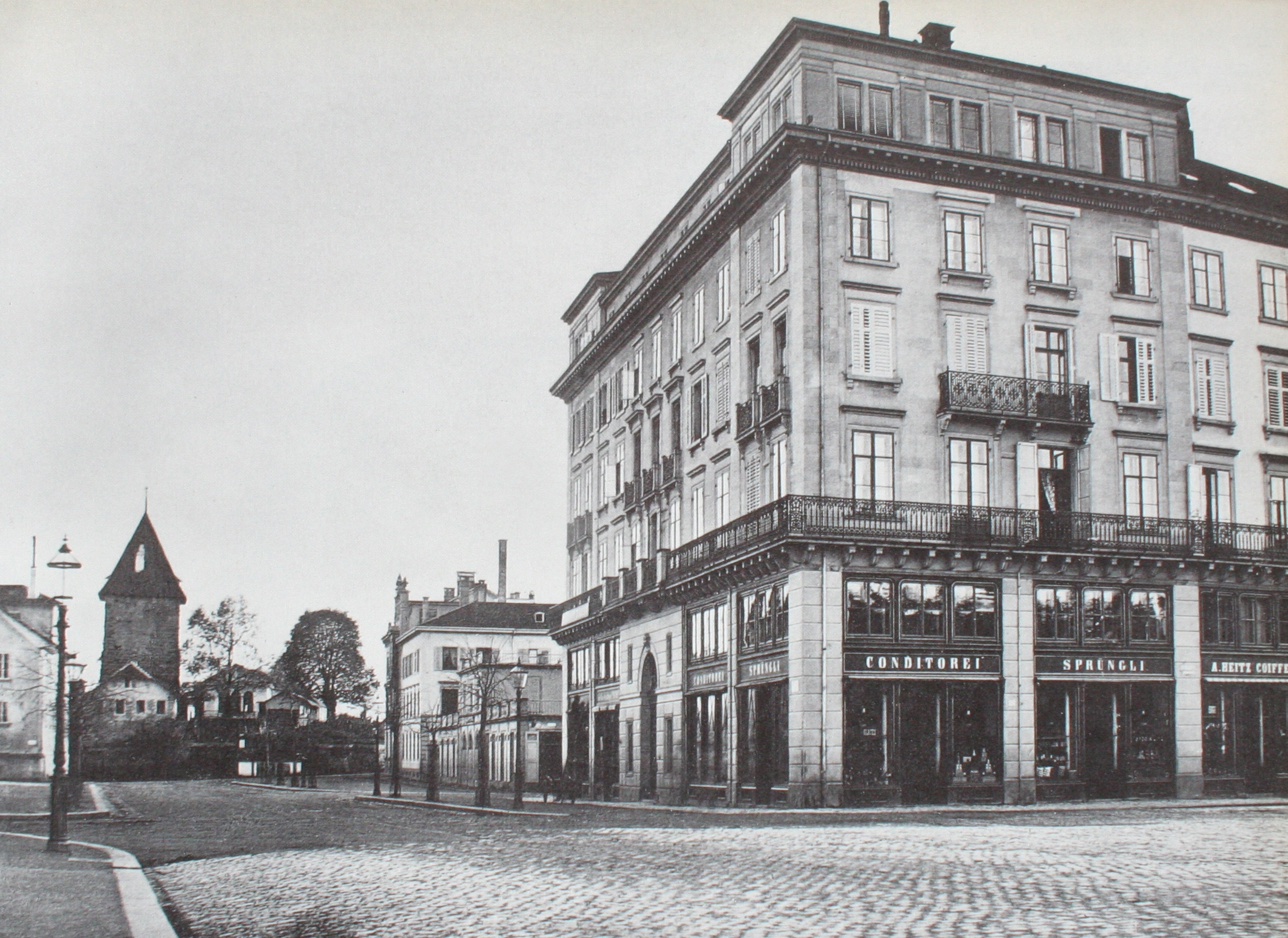
Obere Bahnhofstrasse und Kratzturm, 1870
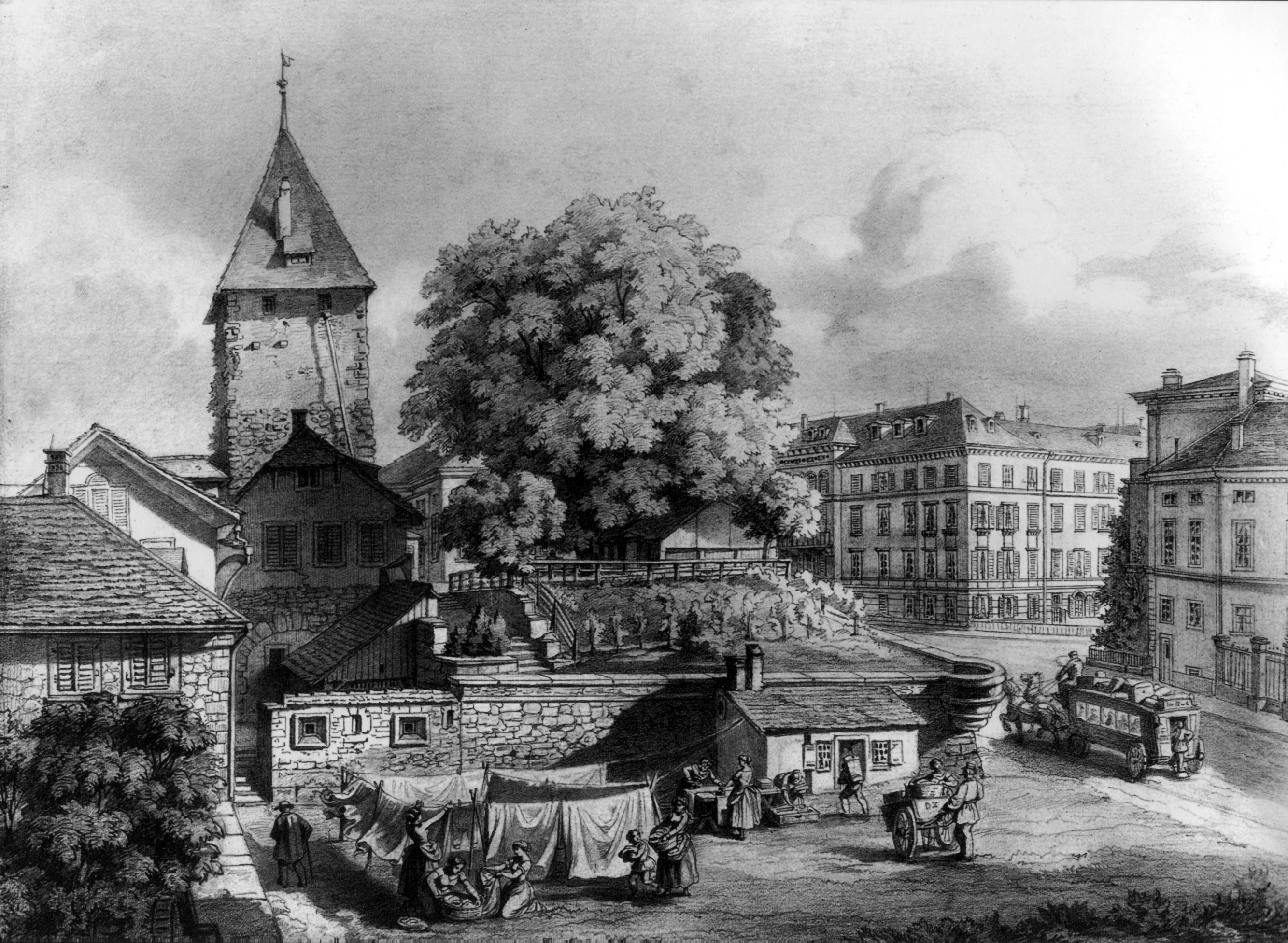
Kratzturm mit Restaurant Baugarten, 1871
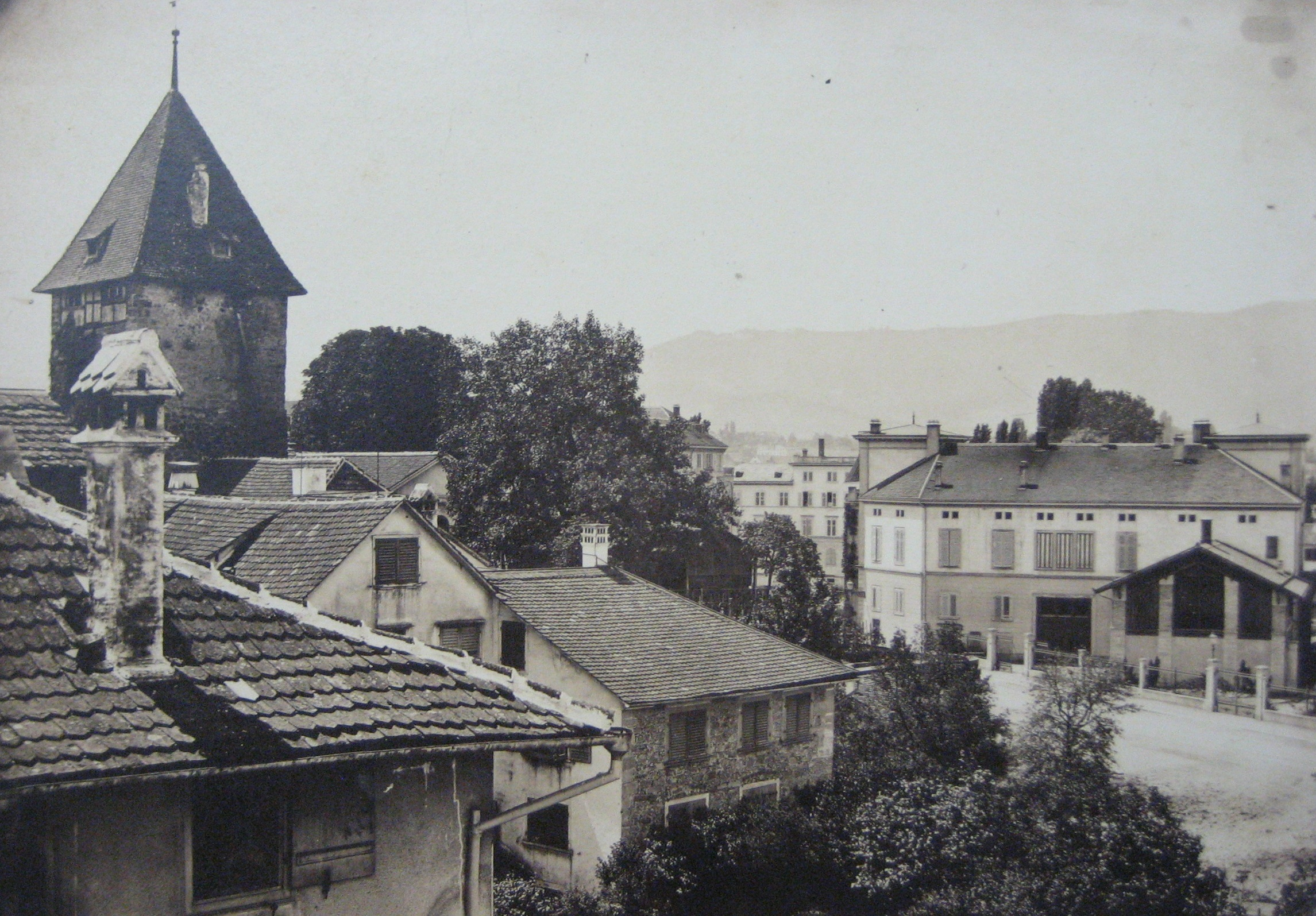
Kratzturm kurz vor dem Abbruch
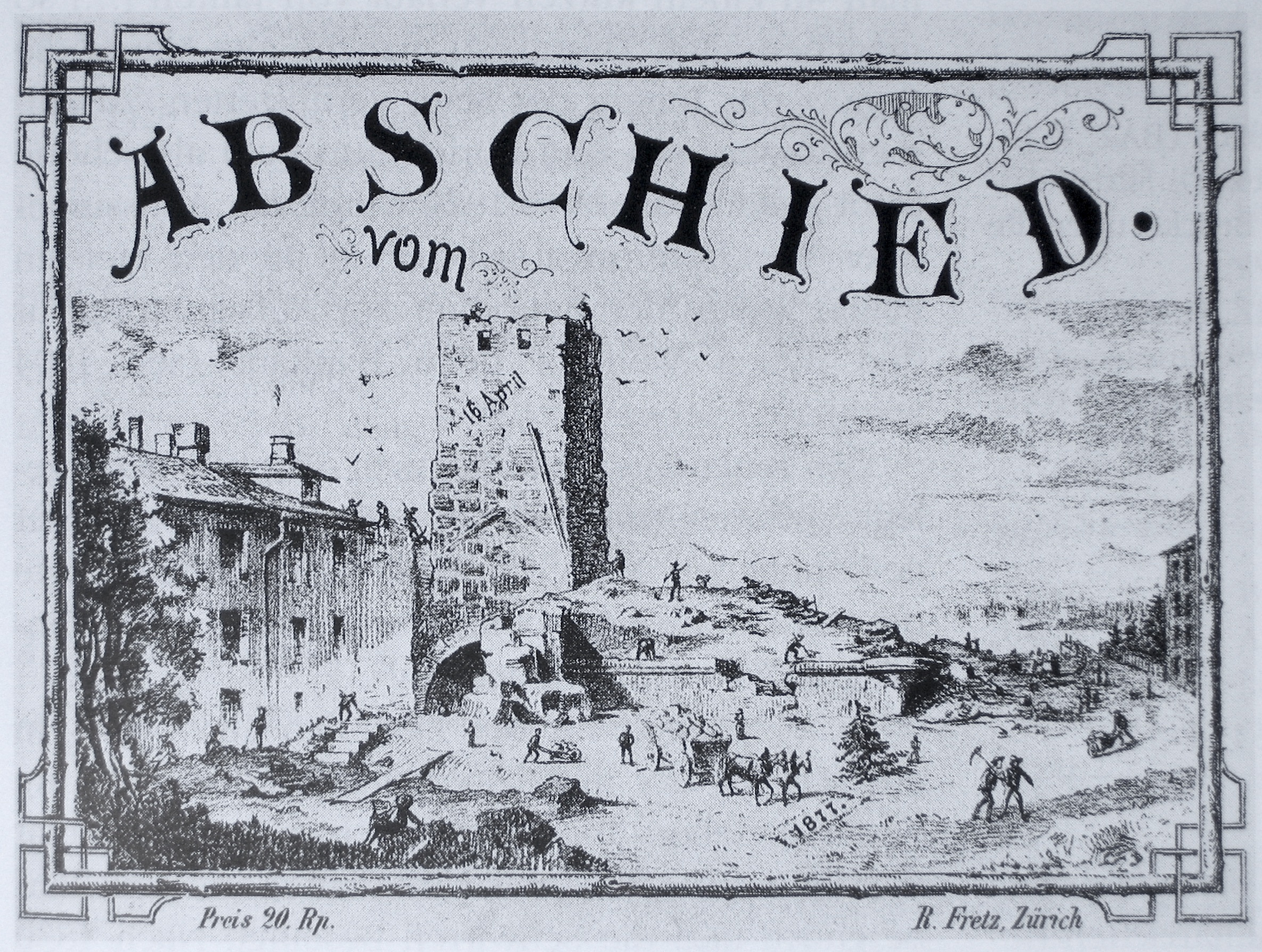
Abbruch